# ダニロ・シカン
ダニロ・ヤロスラヴォーヴィチ・シカン（ウクライナ語: Данило Ярославович Сікан、2001年4月16日 - ）は、ウクライナのサッカー選手。ウクライナ代表。ポジションはFW。

## クラブ歴
ジトーミル生まれで、地元のFCポリーシャ・ジトーミルでサッカーを始めた。2014年にFCカルパティ・リヴィウの下部組織に移り、2018年8月12日にウクライナ・プレミアリーグの試合で初出場し選手となった。
2019年1月にFCシャフタール・ドネツクに完全移籍した。翌月にFCイリチヴェツ・マリウポリに2018-19シーズン終了迄の期限付き移籍をした。8月4日にはシャフタールで移籍後初出場を記録、同年11月26日にはUEFAチャンピオンズリーグ 2019-20 グループリーグのマンチェスター・シティFC戦でUEFA主催試合でも初出場を記録した。しかし2020-21シーズンは再びマリウポリに期限付き移籍となった。その後2022年1月31日にツヴァイテリーガのハンザ・ロストックに半年の期限付き移籍をした。
2022-23シーズンに再びシャフタールに復帰したが、10月5日のUEFAチャンピオンズリーグ 2022-23 グループリーグのセルティックFC戦でミハイロ・ムドリクのグラウンダーパスを無人のゴール方向に流し込むだけで得点という絶好機で枠外に逸らして得点できず、最終的に引き分けに終わったため、サッカー史に残りうるミスとして話題になってしまった。UEFAチャンピオンズリーグでの初得点は翌2023年10月4日のUEFAチャンピオンズリーグ 2023-24 グループリーグ・ロイヤル・アントワープFC戦となり、この試合ではMoMに輝いた。翌月7日には同大会でFCバルセロナから得点を奪い、1-0勝利の立役者となった。

## 代表歴
年代別代表からの出場歴があり、2019 FIFA U-20ワールドカップ、UEFA U-21欧州選手権2023に参加、前者では優勝を記録した。
A代表初出場は2021年9月1日に行われた2022 FIFAワールドカップ・ヨーロッパ予選グループDのカザフスタン代表戦で、82分にエドゥアルド・ソボルとの交代で途中出場しながらもこの試合で代表初得点も記録した。